# アリ・フレイル・スクーラソン
アリ・フレイル・スクーラソン（Ari Freyr Skúlason、1987年5月14日 - ）は、アイスランド・レイキャヴィーク出身のプロサッカー選手。アイスランド代表。IFKノルシェーピン所属。ポジションは、ミッドフィールダー。

## 経歴

### クラブ
ヴァルル・レイキャヴィークでプレーを始め、16歳の時にオランダに渡りSCヘーレンフェーンのアカデミーに入団した。2005年にヘーレンフェーンを退団し、アカデミー時代を過ごしたヴァルルでプロデビュー。
ヴァルルで半年プレーした後、アルスヴェンスカンのBKヘッケンに移籍。しかしヘッケンはスーペルエッタンに降格した。
翌シーズンも昇格を逃したため、アルスヴェンスカンのGIFスンツヴァルに移籍した。2012年シーズンにはチームキャプテンを務めた。
2013年7月、スンツヴァルとの契約満了後、デンマーク・スーペルリーガのオーデンセBKに加入。
2016年7月、ベルギーのスポルティング・ロケレンに移籍。

### 代表
世代別代表で数試合に出場した後、2009年のイラン戦でA代表初キャップ。2012年のラーシュ・ラーゲルベック監督就任後からレギュラーに定着した。クラブではミッドフィールダーでプレーすることが多かったが、代表では左サイドバックとして出場することが多く、2014 FIFAワールドカップ・ヨーロッパ予選では左サイドバックのレギュラーを務めた。
UEFA EURO 2016では全5試合にスタメン出場し8強入りに貢献した。

## 代表歴

### 出場大会
- アイスランド代表
  - 2018 FIFAワールドカップ

### 試合数
- 国際Aマッチ 81試合 0得点（2009年-2021年）[12]

| アイスランド代表 | 国際Aマッチ | 国際Aマッチ |
| 年               | 出場        | 得点        |
| ---------------- | ----------- | ----------- |
| 2009             | 1           | 0           |
| 2010             | 0           | 0           |
| 2011             | 0           | 0           |
| 2012             | 7           | 0           |
| 2013             | 9           | 0           |
| 2014             | 7           | 0           |
| 2015             | 9           | 0           |
| 2016             | 12          | 0           |
| 2017             | 5           | 0           |
| 2018             | 10          | 0           |
| 2019             | 10          | 0           |
| 2020             | 5           | 0           |
| 2021             | 6           | 0           |
| 通算             | 81          | 0           |